# Futbola Klubs Latvijas Universitāte - Daugava
Il Futbola Klubs Latvijas Universitāte - Daugava, abbreviato come LU-Daugava Rīga, storicamente noto come Torpedo Riga, era una società calcistica lettone con sede nella città di Riga.

## Storia

### Torpedo Rīga
Il club fu fondato nel 1979; militò nella massima serie lettone che era un campionato amatoriale, nonché una categoria regionale del campionato sovietico.
Vinse il campionato sovietico lettone in tre occasioni: 1984, 1986 e 1987.
Nel primo anno dopo l'indipendenza ci furono i primi problemi per il club: chiuse ottavo su 12 squadre e cambiò il suo nome in Vidus Riga (1993), perdendo il legame storico con i tassisti.

### Vidus Rīga
Le due stagioni con questo nome, dovuto alla sponsorizzazione dell'omonima società di costruzioni, non furono particolarmente significative per il club che chiuse in quinta posizione (parimerito con Auseklis Daugavpils) nel 1993 e settima posizione nel 1994, prima di cambiare nome in Amstrig, grazie all'arrivo di un nuovo sponsor.

### Amstrig Rīga
Il nuovo sponsor, una società finanziaria, diede nuovo impulso alla squadra con l'acquisto di nuovi giocatori provenienti dal disciolto Daugava Rīga, ottenendo il quinto posto finale nel campionato 1995. Lo sponsor lasciò la squadra che cambiò nuovamente nome in Daugava Rīga, dal nome della squadra scomparsa appena un anno prima.

### Daugava Rīga
Nel 1996 il club riuscì a raggiungere un importante secondo posto dietro alla corazzata Skonto: ciò consentì al club di partecipare alla Coppa UEFA 1997-1998. L'anno seguente, nonostante le difficoltà finanziarie che portarono alla cessione di importanti giocatori, la squadra si ripeté, finendo nuovamente seconda e guadagnando l'accesso alla Coppa UEFA 1998-1999.
La situazione finanziaria, però, non migliorò e il club fu rinominato LU/Daugava Rīga, con la cessione di numerosi giocatori.

### LU-Daugava Rīga
Nonostante la salvezza raggiunta nel 1998, i club decise di lasciare il suo posto in massima divisione, ripartendo dalla 1. Līga. Qui vinse il campionato, ottenendo un'immediata promozione in Virslīga; ma l'anno seguente le difficoltà finanziarie crebbero. La squadra ottenne appena 2 vittorie in 28 gare, retrocedendo e scomparendo del tutto dopo la fusione con il Policijas FK che diede vita al PFK-Daugava Rīga.

## Palmarès

### Competizioni nazionali
- Campionati sovietici lettoni: 3

1984, 1986, 1987
- Coppa di Lettonia: 1

1989
- 1. Līga: 1

1999

### Altri piazzamenti
- Campionato lettone:

Secondo posto: 1996, 1997
- Coppa di Lettonia:

Semifinalista: 1994, 1995, 1997